# Antoine Vérard

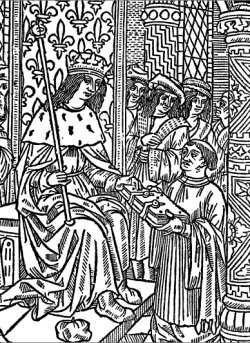
Vérard Oferint un exemple d'un dels seus llibres al rei Carles VIII de França

Antoine Vérard va ser un editor francès actiu entre el 1485 i 1512. Edità:
- 1486 : Les Cent Nouvelles nouvelles, Bibliothèque Nationale de France, (Rés. Y².174, fol. Q 1v);
- 1488 : Le Livre des trois vertus, Christine de Pisan, Antoine Vérard in 1488;
- 1488 : Chevalier délibéré Olivier de la Marche;
- 1488 : Aristote, Ethiques, Politiques and Yconomique, traduït al francès per Nicole Oresme;
- 1490 : Les apologues et fables de Laurens Valle, tra[n]slatees de latin en francois. [Paris, Antoine Vérard, ca. 1490]. [36] leaves. woodcuts: illus. 28,5 cm. (fol.)
- 1491 : Mystère de la vengeance (Bibliothèque Nationale, Paris, Réserve Yf 72.
- 1493 : L'art de bien viure et de bien mourir, etcætera. Paris [Antoine Vérard] per André Bocard, 12 Feb. 1453 [i.e. 1493/94].
- 1496 : La Légende dorée; Jacobus de Voragine
- 1498 : De la généalogie des dieux [98] BN J 845;
- 1498 : Les regnars traversants les périlleuses voyes des folles fiances du monde, tableau en prose et en vers des abus et des fourberies dont les hommes se rendent coupables. Exhortacion où par les premières lettres des lignes, trouverez le nom de lacteur de ce présent livre et le lieu de sa nativité. Iehan Boucher Natif de Poictiers [117], Paris, Antoine Vérard, Masson in 4° 626, Catalogue BM;
- 1485 : Catholicon abbreviatum, the first French-Latin dictionary.[1]
- 1492 : Lamentations de Matheolus
- 1498 : (?) Bible historiale complétée (text de Pierre Comestor i Guiart);
- 1500 : Les regnars... Exhortacion où par les premières lettres des lignes, trouverez le nom de lacteur de ce present livre et le lieu de sa nativité, par «Iehan Boucher Natif de Poictiers», BN Rés Yh 7, BM;
- 1502 Le Jardin de plaisance et fleur rhetorique;